# Horgo
Horgo est une île norvégienne dans le comté de Hordaland. Elle appartient administrativement à Austevoll.

## Géographie
Rocheuse et désertique, elle s'étend sur environ 2,6 km de longueur pour une largeur approximative de 1,5 km.